# Bakóca
Bakóca (hongrois : Bakóca [ˈbɒkoːtsɒ]) est une localité hongroise située dans le comitat de Baranya.

## Nom et attributs

### Toponymie
Le nom de Bakóca provient du mot slave bukovica, qui signifie « hêtraie » (forêt de hêtres).

## Histoire
La première mention écrite de Bakóca remonte à 1332, sous la forme Bakolcha. Le village fut successivement propriété des familles Zichy, Nádasdy, Meltzer et Mailáth.
L'église catholique romaine de style baroque a été construite en 1721. Au XIXe siècle, des colons venus de régions germanophones commencèrent à s'installer dans le village, y établissant notamment des verreries.
En 1900, un gisement de lignite fut découvert sur le territoire de la commune, mais il n'a jamais été exploité à ce jour.
Bakóca est administrativement rattachée au bureau de notariat de Mindszentgodisa. Elle ne dispose pas de gouvernement local minoritaire, et les enfants de la localité fréquentent l'école maternelle et l'école élémentaire de Mindszentgodisa.

## Population

### Tendances sociologiques
Environ 30 % de la population active est au chômage. Malgré le soutien du centre pour l'emploi, qui permet à la municipalité de fournir du travail à près de 20 personnes, les possibilités d'embauche restent limitées. L'un des principaux obstacles à l'emploi est le transport : les habitants qui travaillent à Pécs doivent consacrer jusqu'à quatre heures par jour aux trajets.

### Minorités culturelles et religieuses
Selon le recensement de 2011, 96,7 % des habitants de Bakóca se déclaraient hongrois, 11,1 % roms et 0,7 % allemands (2,6 % n'ont pas souhaité se prononcer ; des identités multiples pouvaient être déclarées, d'où un total supérieur à 100 %). Sur le plan religieux, 70,5 % étaient catholiques romains, 4,1 % réformés, 0,4 % gréco-catholiques, 12,9 % sans confession, tandis que 10 % n'ont pas répondu.
En 2022, 77,4 % des habitants se déclaraient hongrois, 4,4 % roms, 0,4 % allemands et 2,2 % d'une autre nationalité non autochtone (20,4 % n'ont pas répondu). Concernant la religion, 29,6 % se déclaraient catholiques romains, 4,4 % réformés, 0,4 % autres chrétiens, 0,7 % autres catholiques, 6,3 % sans confession, et 58,5 % n'ont pas répondu.

## Équipements

### Vie culturelle
Le village dispose d'une maison communautaire, d'une bibliothèque, d'un centre informatique (teleház), d'une maison de la culture, ainsi que d'un musée de la poterie portant le nom de Géza Sáfrány, artiste reconnu dans le domaine des arts appliqués.

### Réseaux extra-urbains
Bakóca se situe à environ 20 kilomètres à l'ouest de Komló, à proximité de la localité de Kisbeszterce. Il s'agit d'un village en cul-de-sac, accessible par une seule route.
Depuis Pécs ou Kaposvár, on y accède en empruntant la route principale 66 jusqu'à Oroszló, puis en bifurquant sur la route secondaire 6601, avant de tourner au bout d'un kilomètre sur la route locale 66 102. Le centre du village se trouve à environ 12 kilomètres du carrefour avec la route d'Oroszló.

## Patrimoine local
L'église catholique romaine de Bakóca a été construite en 1721 ; plusieurs fois remaniée, elle a pris son aspect actuel en 1848, dans un style baroque.
Le château Majláth, de style baroque, a été restauré à la fin du XIXe siècle dans un style néoclassique. Il a autrefois abrité un orphelinat, mais demeure aujourd'hui inoccupé.
Le village abrite également un musée de la poterie classé monument historique, consacré à l'œuvre de Géza Sáfrány, maître potier aujourd'hui décédé.

## Personnalités liées à la localité
Entre 1926 et 1929, l'écrivain István Fekete (1900–1970) fut officier adjoint sur le domaine Majláth à Bakóca. Son épouse était originaire du village, et leur mariage y fut célébré. Il a évoqué cette période de sa vie dans son roman autobiographique Ballagó idő.
Bakóca est également le village natal de Gusztáv Károly Majláth, évêque et archevêque titulaire, né en 1864.